# Saillagouse
Saillagouse (Sallagosa en catalán) es una localidad  y comuna francesa, situada en el departamento de Pirineos Orientales en la región de Occitania.
A sus habitantes se les conoce por el gentilicio de Saillagousains en francés y Sallagosards en catalán.

## Geografía
La comuna está situada la Alta Cerdaña, entre Bourg-Madame y Mont-Louis. Limita con Estavar, Font-Romeu-Odeillo-Via, Eyne, Llo, Err, Sainte-Léocadie y Llivia.Situada a 1306 m de altitud.

## Demografía
| 548 | 728 | 767 | 763 | 825 | 820 |
| Para los censos de 1962 a 1999 la población legal corresponde a la población sin duplicidades (Fuente: INSEE [Consultar]) |     |     |     |     |     |

(Población sans doubles comptes según la metodología del INSEE).

## Personalidades
- Bonaventure Vigo (1836 - 1886), político y abuelo del cineasta Jean Vigo.
- Jordi Pere Cerdà (1920 - 2011), poeta, narrador, dramaturgo y promotor de actividades culturales en el Rosellón.

## Historia
En 1659 la localidad pasó a integrarse en el Reino de Francia como consecuencia del Tratado de los Pirineos.